# Zwartkinkolibrie
De zwartkinkolibrie (Archilochus alexandri) is een vogel uit de familie Trochilidae (Kolibries).

## Verspreiding en leefgebied
Deze soort komt voor in zuidwestelijk Canada, de westelijke Verenigde Staten en noordelijk en noordwestelijk Mexico.

## Status
De grootte van de populatie is in 2019 geschat op 8,8 miljoen volwassen vogels. Op de Rode lijst van de IUCN heeft deze soort de status niet bedreigd.  